# ليزا جاستوني
ليزا جاستوني (بالإيطالية: Lisa Gastoni)‏ هي ممثلة إيطالية، ولدت في 28 يوليو 1935 في إيطاليا.

## وصلات خارجية
- ليزا جاستوني على موقع IMDb (الإنجليزية)
- ليزا جاستوني على موقع ألو سيني (الفرنسية)
- ليزا جاستوني على موقع ميوزك برينز (الإنجليزية)
- ليزا جاستوني على موقع أول موفي (الإنجليزية)
- ليزا جاستوني على موقع قاعدة بيانات الأفلام السويدية (السويدية)
- ليزا جاستوني على موقع إن إن دي بي (الإنجليزية)
- ليزا جاستوني على موقع ديسكوغز (الإنجليزية)
- ليزا جاستوني على موقع قاعدة بيانات الفيلم (الإنجليزية)
- ليزا جاستوني على موقع كينوبويسك (الروسية)